# Кубок України з футболу 1999—2000
У дев'ятому розіграші Кубка України з футболу сезону 1999/2000 року взяли участь 30 команд вищої і першої ліг та обидва фіналісти Кубка другої ліги (з 44 команд).
Проходив з 11 березня 2000 року по 27 травня 2000 року.

## Учасники
| Клуби вищої ліги: | Клуби першої ліги: | Фіналісти Кубка другої ліги:           |
| - «Ворскла» (Полтава) - «Динамо» (Київ) - «Дніпро» (Дніпропетровськ) - «Зірка» (Кіровоград) - «Карпати» (Львів) - «Кривбас» (Кривий Ріг) - «Металіст» (Харків) - «Металург» (Донецьк) - «Металург» (Запоріжжя) - «Металург» (Маріуполь) - «Нива» (Тернопіль) - «Прикарпаття» (Івано-Франківськ) - «Таврія» (Сімферополь) - ЦСКА (Київ) - «Чорноморець» (Одеса) - «Шахтар» (Донецьк) | - ФК «Вінниця» - «Волинь» (Луцьк) - «Закарпаття» (Ужгород) - ФК «Львів» - «Металург» (Нікополь) - СК «Миколаїв» - «Нафтовик» (Охтирка) - «Оболонь-ППО» (Київ) - «Поліграфтехніка» (Олександрія) - «Полісся» (Житомир) - «Сталь» (Алчевськ) - «Торпедо» (Запоріжжя) - ФК «Черкаси» - «Явір-Суми» (Суми) | - «Борисфен» (Бориспіль) - СК «Херсон» |

## Перелік матчів

### 1/16 фіналу
| 11 березня 2000 року.           |     |                                  |             |
| «Торпедо» (Запоріжжя)           | -:+ | «Динамо» (Київ)                  |             |
| СК «Херсон»                     | 1:0 | «Чорноморець» (Одеса)            |             |
| ФК «Львів»                      | 4:0 | «Металург» (Маріуполь)           |             |
| «Волинь» (Луцьк)                | 1:3 | «Дніпро» (Дніпропетровськ)       |             |
| «Явір-Суми» (Суми)              | 1:2 | «Таврія» (Сімферополь)           |             |
| «Нафтовик» (Охтирка)            | 0:2 | «Металург» (Запоріжжя)           |             |
| «Оболонь-ППО» (Київ)            | 0:1 | «Нива» (Тернопіль)               |             |
| ФК «Черкаси»                    | 1:2 | «Карпати» (Львів)                |             |
| «Поліграфтехніка» (Олександрія) | 0:1 | «Кривбас» (Кривий Ріг)           |             |
| «Закарпаття» (Ужгород)          | 1:2 | «Металург» (Донецьк)             |             |
| «Сталь» (Алчевськ)              | 0:2 | «ЦСКА» (Київ)                    |             |
| «Полісся» (Житомир)             | 2:5 | «Ворскла» (Полтава)              |             |
| «Металург» (Нікополь)           | 1:1 | «Зірка» (Кіровоград)             | дч, пен.1:3 |
| ФК «Вінниця»                    | 2:2 | «Металіст» (Харків)              | дч, пен.4:2 |
| «Борисфен» (Бориспіль)          | 0:0 | «Прикарпаття» (Івано-Франківськ) | дч, пен.3:1 |
| СК «Миколаїв»                   | 1:2 | «Шахтар» (Донецьк)               |             |

### 1/8 фіналу
| 29 березня 2000 року.  |     |                            |  |
| «Динамо» (Київ)        | 4:0 | СК «Херсон»                |  |
| «Металург» (Запоріжжя) | 3:0 | «Таврія» (Сімферополь)     |  |
| «Нива» (Тернопіль)     | 1:2 | «Карпати» (Львів)          |  |
| «Металург» (Донецьк)   | 2:3 | «Кривбас» (Кривий Ріг)     |  |
| «ЦСКА» (Київ)          | 2:1 | «Ворскла» (Полтава)        |  |
| «Зірка» (Кіровоград)   | 2:0 | ФК «Вінниця»               |  |
| «Шахтар» (Донецьк)     | 5:0 | «Борисфен» (Бориспіль)     |  |
| 30 березня 2000 року.  |     |                            |  |
| ФК «Львів»             | 1:0 | «Дніпро» (Дніпропетровськ) |  |

### 1/4 фіналу
|                        |     |                    |             |
| ---------------------- | --- | ------------------ | ----------- |
| 12 квітня 2000 року.   |     |                    |             |
| ФК «Львів»             | 1:4 | «Динамо» (Київ)    |             |
| «Металург» (Запоріжжя) | 3:0 | «Карпати» (Львів)  |             |
| «Кривбас» (Кривий Ріг) | 1:0 | «ЦСКА» (Київ)      |             |
| «Зірка» (Кіровоград)   | 0:0 | «Шахтар» (Донецьк) | дч, пен.6:5 |

### 1/2 фіналу
| 10 травня 2000 року.   |     |                        |  |
| «Динамо» (Київ)        | 6:1 | «Металург» (Запоріжжя) |  |
| «Кривбас» (Кривий Ріг) | 2:1 | «Зірка» (Кіровоград)   |  |

### Фінал
| 27 травня 2000 р. +27 °C |

| «Динамо» (Київ) | 1:0      | «Кривбас» (Кривий Ріг) |
| --------------- | -------- | ---------------------- |
| Хацкевич 45'    | протокол |                        |

| Київ, НСК «Олімпійський» Глядачів: 45 500 Арбітр: Василь Мельничук (Сімферополь) |

| Володар Кубка України 1999/2000 |
| ------------------------------- |
| «Динамо» (Київ) Вп'яте          |

## Найкращі бомбардири

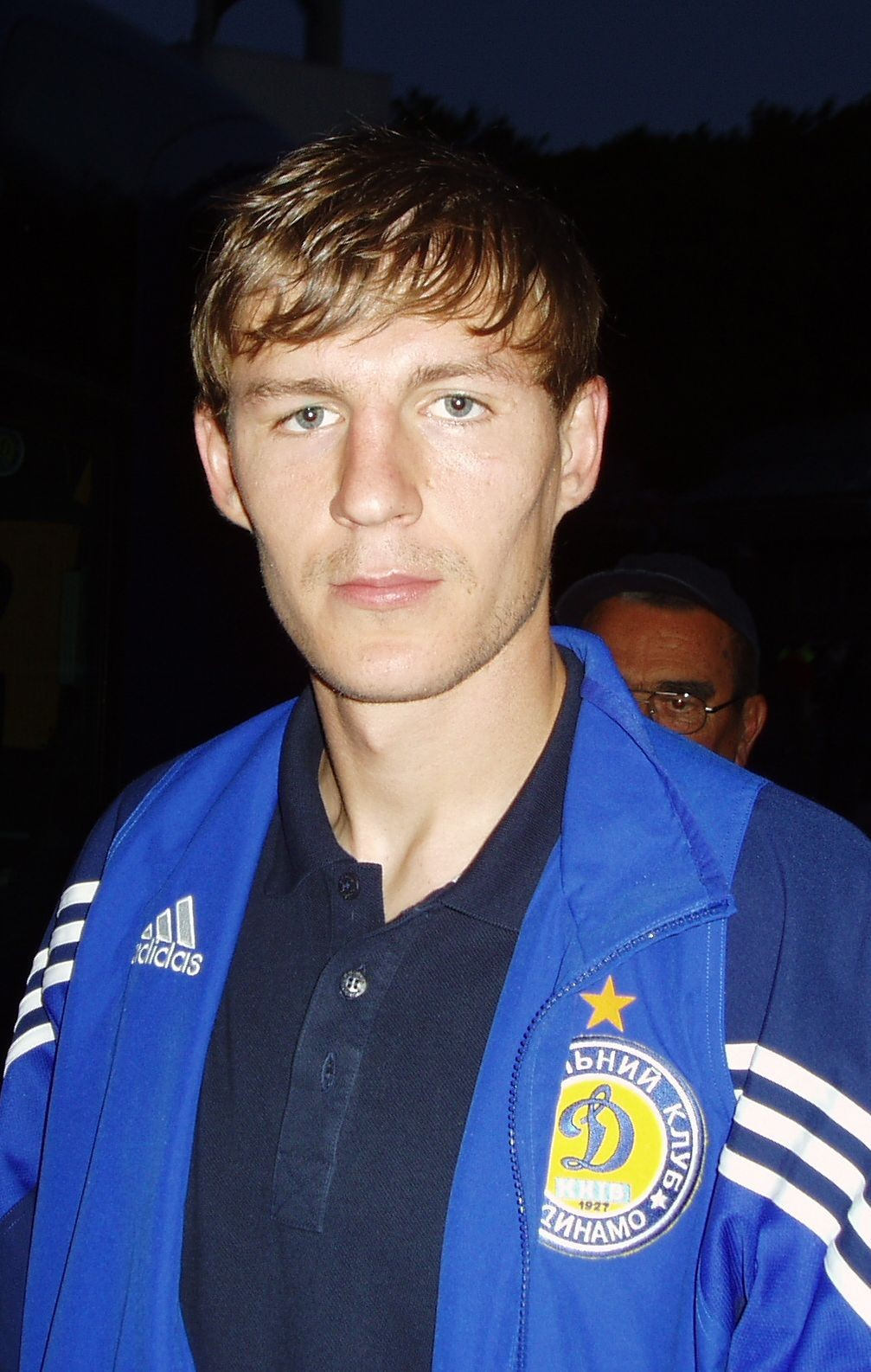
Максим Шацьких

|   | Гравець            | Клуб                   | Ігри | Голи (пен.) |
| - | ------------------ | ---------------------- | ---- | ----------- |
| 1 | Максим Шацьких     | «Динамо» (Київ)        | 4    | 4           |
| 2 | Валентин Полтавець | «Металург» (Запоріжжя) | 4    | 4 (3)       |
| 3 | Олександр Паляниця | «Кривбас» (Кривий Ріг) | 5    | 3           |

## Підсумкова таблиця
| Етап        | Команда                          | I | В | Н | П | РМ   | О |
| ----------- | -------------------------------- | - | - | - | - | ---- | - |
| Володар     | «Динамо» (Київ)                  | 4 | 4 | 0 | 0 | 15−2 | 8 |
| Фіналіст    | «Кривбас» (Кривий Ріг)           | 5 | 4 | 0 | 1 | 7−4  | 8 |
| Півфінал    | «Металург» (Запоріжжя)           | 4 | 3 | 0 | 1 | 9−6  | 6 |
| Півфінал    | «Зірка» (Кіровоград)             | 4 | 1 | 2 | 1 | 4−3  | 4 |
| 1/4 фіналу  | «Шахтар» (Донецьк)               | 3 | 2 | 1 | 0 | 7−1  | 5 |
| 1/4 фіналу  | ФК «Львів»                       | 3 | 2 | 0 | 1 | 6−4  | 4 |
| 1/4 фіналу  | «ЦСКА» (Київ)                    | 3 | 2 | 0 | 1 | 4−2  | 4 |
| 1/4 фіналу  | «Карпати» (Львів)                | 3 | 2 | 0 | 1 | 4−5  | 4 |
| 1/8 фіналу  | «Ворскла» (Полтава)              | 2 | 1 | 0 | 1 | 6−4  | 2 |
| 1/8 фіналу  | «Дніпро» (Дніпропетровськ)       | 2 | 1 | 0 | 1 | 3−2  | 2 |
| 1/8 фіналу  | «Металург» (Донецьк)             | 2 | 1 | 0 | 1 | 4−4  | 2 |
| 1/8 фіналу  | «Нива» (Тернопіль)               | 2 | 1 | 0 | 1 | 2−2  | 2 |
| 1/8 фіналу  | «Таврія» (Сімферополь)           | 2 | 1 | 0 | 1 | 2−4  | 2 |
| 1/8 фіналу  | СК «Херсон»                      | 2 | 1 | 0 | 1 | 1−4  | 2 |
| 1/8 фіналу  | ФК «Вінниця»                     | 2 | 0 | 1 | 1 | 2−4  | 1 |
| 1/8 фіналу  | «Борисфен» (Бориспіль)           | 2 | 0 | 1 | 1 | 0−5  | 1 |
| 1/16 фіналу | «Металіст» (Харків)              | 1 | 0 | 1 | 0 | 2−2  | 1 |
| 1/16 фіналу | «Металург» (Нікополь)            | 1 | 0 | 1 | 0 | 1−1  | 1 |
| 1/16 фіналу | «Прикарпаття» (Івано-Франківськ) | 1 | 0 | 1 | 0 | 0−0  | 1 |
| 1/16 фіналу | «Закарпаття» (Ужгород)           | 1 | 0 | 0 | 1 | 1−2  | 0 |
| 1/16 фіналу | СК «Миколаїв»                    | 1 | 0 | 0 | 1 | 1−2  | 0 |
| 1/16 фіналу | ФК «Черкаси»                     | 1 | 0 | 0 | 1 | 1−2  | 0 |
| 1/16 фіналу | «Явір-Суми» (Суми)               | 1 | 0 | 0 | 1 | 1−2  | 0 |
| 1/16 фіналу | «Оболонь-ППО» (Київ)             | 1 | 0 | 0 | 1 | 0−1  | 0 |
| 1/16 фіналу | «Поліграфтехніка» (Олександрія)  | 1 | 0 | 0 | 1 | 0−1  | 0 |
| 1/16 фіналу | «Чорноморець» (Одеса)            | 1 | 0 | 0 | 1 | 0−1  | 0 |
| 1/16 фіналу | «Волинь» (Луцьк)                 | 1 | 0 | 0 | 1 | 1−3  | 0 |
| 1/16 фіналу | «Нафтовик» (Охтирка)             | 1 | 0 | 0 | 1 | 0−2  | 0 |
| 1/16 фіналу | «Сталь» (Алчевськ)               | 1 | 0 | 0 | 1 | 0−2  | 0 |
| 1/16 фіналу | «Полісся» (Житомир)              | 1 | 0 | 0 | 1 | 2−5  | 0 |
| 1/16 фіналу | «Металург» (Маріуполь)           | 1 | 0 | 0 | 1 | 0−4  | 0 |
| 1/16 фіналу | «Торпедо» (Запоріжжя)            | 0 | 0 | 0 | 0 | 0−0  | 0 |